# Karlo Erak
Karlo Erak, hrvaški vaterpolist, * 19. april 1995, Šibenik, Hrvaška.
Igra za hrvaški vaterpolski klub Solaris iz Šibenika. Visok je 185 centimetrov, težak pa 93 kilogramov.  Tudi njegov brat Vice igra v istem klubu.